# Chenoa (Illinois)
Pour les articles homonymes, voir Chenoa (homonymie).
Chenoa est une petite ville du comté de McLean dans l'Illinois aux États-Unis. Fondée en 1854, elle est incorporée le 10 novembre 1955.

## Démographie
Lors du recensement de 2010, la ville comptait une population de 1 785 habitants. Elle est estimée, en 2016, à 1 747 habitants.